# Н (я і Наполеон)
«Н (я і Наполеон)» — французько-італійський історично-комедійний кінофільм 2006 року, знятий режисером Паоло Вірдзі, з Монікою Беллуччі і Данієлем Отеєм у головних ролях.

## Сюжет
Острів Ельби, 1814 рік. Мартіно — молодий вчитель, ідеаліст і анти-бонапартист, який любить гарну та благородну баронесу Емілі. Молода людина служить бібліотекарем Великому Імператору у вигнанні, якого він глибоко ненавидить, але незабаром починає записувати його мемуари, дізнаючись і навчаючись розрізняти людину, всередині міфу про неї. Мучачись спокусами, сумнівами та страхом, він малює точний портрет, який однак не зможе приховати заключне, неминуче розчарування.

## У ролях
- Моніка Беллуччі — Емілі
- Данієль Отей — Наполео Бонапарт
- Еліо Джермано — Мартіно Папуччі
- Сабрина Імпацціаторе — Діамантіна Папуччі
- Валеріо Мастандреа — Ферранте Папуччі
- Франческа Інауді — Мірелла
- Омеро Антонутті — Фонтанеллі
- Маргаріта Лозано — Паскаліна
- Хосе Анхель Ехідо — Маршан
- Акілле Бруньїні — Кемпбелл
- Вітторіо Амандола — роль другого плану
- Карло Монні — роль другого плану
- Андреа Камбі — роль другого плану
- Раффаелла Леббороні — роль другого плану
- Фабіо Ванноцці — роль другого плану
- П'єтро Форначьярі — роль другого плану
- Франческо Бруні — роль другого плану
- Сільвія Ломбардо — роль другого плану
- Андреа Бушемі — роль другого плану
- Марко Конте — роль другого плану
- Массімо Чеккеріні — роль другого плану
- Вінсент Ло Монако — генерал Друо
- Емануеле Баррезі — роль другого плану
- Джорджо Альгранті — роль другого плану
- Роберто Маріні — роль другого плану
- Джованні Рінді — роль другого плану

## Знімальна група
- Режисер — Паоло Вірдзі
- Сценаристи — Франческо Бруні, Фуріо Скарпеллі, Паоло Вірдзі, Джакомо Скарпеллі
- Оператор — Алессандро Пеші
- Композитори — Хуан Бардем, Паоло Буонвіно